# Odyssey Sims
Odyssey Celeste Sims (* 13. Juli 1992 in Irving, Texas) ist eine US-amerikanische Basketballspielerin. 

## Karriere
Vor ihrer professionellen Karriere in der WNBA spielte Sims von 2010 bis 2014 an der Seite von Brittney Griner und unter Cheftrainerin Kim Mulkey College-Basketball für die Baylor Lady Bears, mit denen sie in der Saison 2011/12 die NCAA Division I Basketball Championship gewann. Sie wurde mit der Wade Trophy als beste College-Basketballspielerin der Saison 2013/14 ausgezeichnet.
Beim WNBA Draft 2014 wurde Sims an 2. Stelle von den Tulsa Shock ausgewählt, für die sie von 2014 bis 2016 in der nordamerikanischen Basketballprofiliga der Damen spielte. Von 2014 bis 2017 spielte sie für ausländische Ligen und von 2017 bis 2018 für die Los Angeles Sparks sowie von 2019 bis 2020 für die Minnesota Lynx. In der WNBA-Saison 2021 spielte sie für Atlanta Dream. Seit 2022 steht sie im Kader von Connecticut Sun.
Bei der Basketball-Weltmeisterschaft der Damen 2014 in der Türkei holte Sims mit der Damen-Basketballnationalmannschaft der Vereinigten Staaten die Goldmedaille.